# Brüsseler Kiez

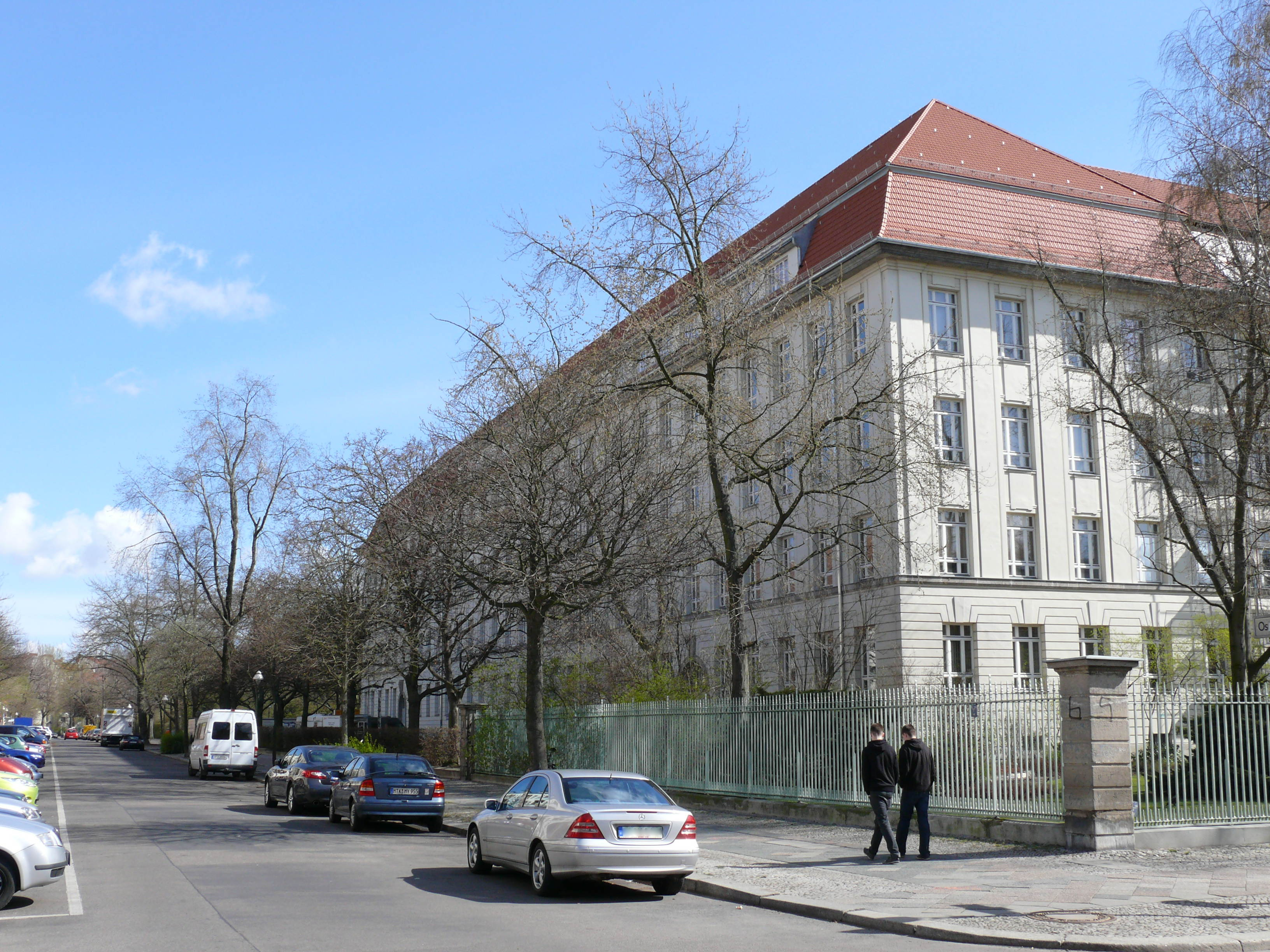
Berliner Hochschule für Technik (Haus Beuth) im Brüsseler Kiez

Der Brüsseler Kiez ist eine Ortslage im Berliner Ortsteil Wedding des Bezirks Mitte.
Der Name wird von der Brüsseler Straße abgeleitet, die durch den Kiez verläuft. Das Viertel wird auch Belgisches Viertel genannt, da alle Straßen im Viertel – wie auch im bekannteren Belgischen Viertel in Köln – nach Orten und Regionen in Belgien benannt sind.

## Lage
Das Viertel wird durch folgende Grenzen definiert:
- Südosten – durch die Luxemburger Straße und den angrenzenden Sprengelkiez, ursprünglich setzte sich das Viertel hier bis zur Triftstraße fort, durch den Ausbau der Luxemburger Straße von einer Stich- zur Hauptverkehrsstraße Anfang der 1960er Jahre verschob sich diese Grenze.
- Süden – durch den Augustenburger Platz mit dem Hauptportal des Virchow-Klinikums
- Südwesten – durch die Amrumer Straße und das Virchow-Klinikum
- Nordwesten – durch die Seestraße und das angrenzende Afrikanische Viertel
- Nordosten – durch die Müllerstraße
- Osten – durch den Leopoldplatz

## Beschreibung

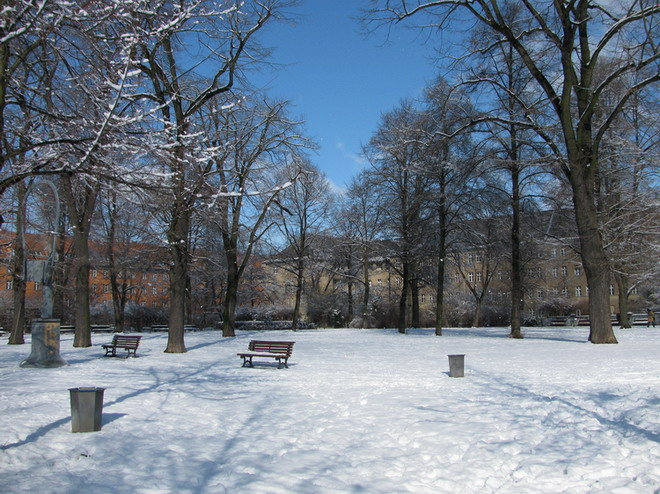
Der Zeppelinplatz im Winter

Von einigen Neubauten der 1960er Jahre abgesehen ist das Viertel geprägt durch Blockrandbebauung insbesondere der Gründerzeit; die Straßenbeleuchtung erfolgte bis 2019 noch mittels Gaslaternen und im Kiez sind einige Straßenpumpen erhalten. Die Wohnblöcke mit Gartenanlagen im Innenhof aus den 1920er Jahren entlang der Ostender Straße stehen seit den 1990er Jahren unter Denkmalschutz. Teile des Kiezes gehören zum Fördergebiet Aktives Stadtzentrum und Sanierungsgebiet Müllerstraße im Rahmen des Bund-Länder-Förderprogramms Aktive Stadtzentren. Seit Mai 2016 sind fast alle Wohnblöcke im Geltungsbereich einer Erhaltungssatzung, dem Milieuschutzgebiet Seestraße. 2017 wurden zwei Studentenwohnheime für rund 200 Studierende von einer Wohnungsbaugesellschaft an der Amrumer Straße errichtet.
Zum aktiven Leben im Kiez gehören neben der Berliner Hochschule für Technik auch die Ernst-Schering-Gesamtschule sowie zwei Kindergärten und fünf kleinere Kitas. Eine weitere Kita ist 2021 an der Ostender Straße auf dem Gelände der Berliner Hochschule für Technik eröffnet worden. Es gibt fünf öffentliche Spielplätze, eine Tennisanlage an der Amrumer Straße und weitere Sportanlagen auf dem Zeppelinplatz. Im Rathaus Wedding befindet sich eine kommunale Kunstgalerie. Einkaufsmöglichkeiten bieten neben kleineren Läden, einer Foodcoop und Spätkauf-Läden im Viertel das Einkaufszentrum Cittipoint an der Kreuzung Brüsseler Ecke Müllerstraße sowie die zahlreichen Geschäfte der Müllerstraße. Des Weiteren gibt es mehrere Wettbüros in der Brüssler Straße Ecke Genter Straße. Zweimal wöchentlich – mittwochs und samstags – findet auf dem Parkplatz hinter dem Rathaus Wedding ein Wochenmarkt statt. Von den ursprünglichen für Quartiere dieser Art typischen Berliner Eckkneipen sind nur noch wenige erhalten, diese befinden sich fast ausschließlich in der Brüsseler Straße. Seit 2014 gibt es eine Mikrobrauerei mit Schankraum in der Antwerpener Straße. Zusätzlich befinden sich noch einige Restaurants im Kiez.

## Bauwerke und Anlagen
- Anti-Kriegs-Museum
- Deutsches Herzzentrum Berlin[7]
- Berliner Hochschule für Technik (BHT)
- Max-Beckmann-Saal mit dem Musiktheater Atze
- Denkmalgeschützte Kapernaum-Kirche
- Rathaus Wedding
- Schiller-Bibliothek
- Denkmalgeschützte Ernst-Schering-Gesamtschule[8]
- Denkmalgeschützter Stromversorgungsstützpunkt Zeppelin,[9] heute Atelierhaus
- Denkmalgeschützte Wohnanlagen Ostender Straße[10]
- Denkmalgeschützte Wohnanlage Zeppelinplatz[11]
- Denkmalgeschütztes ehemaliges Institut für Zuckerindustrie
- Parkanlage Zeppelinplatz

## Verkehr

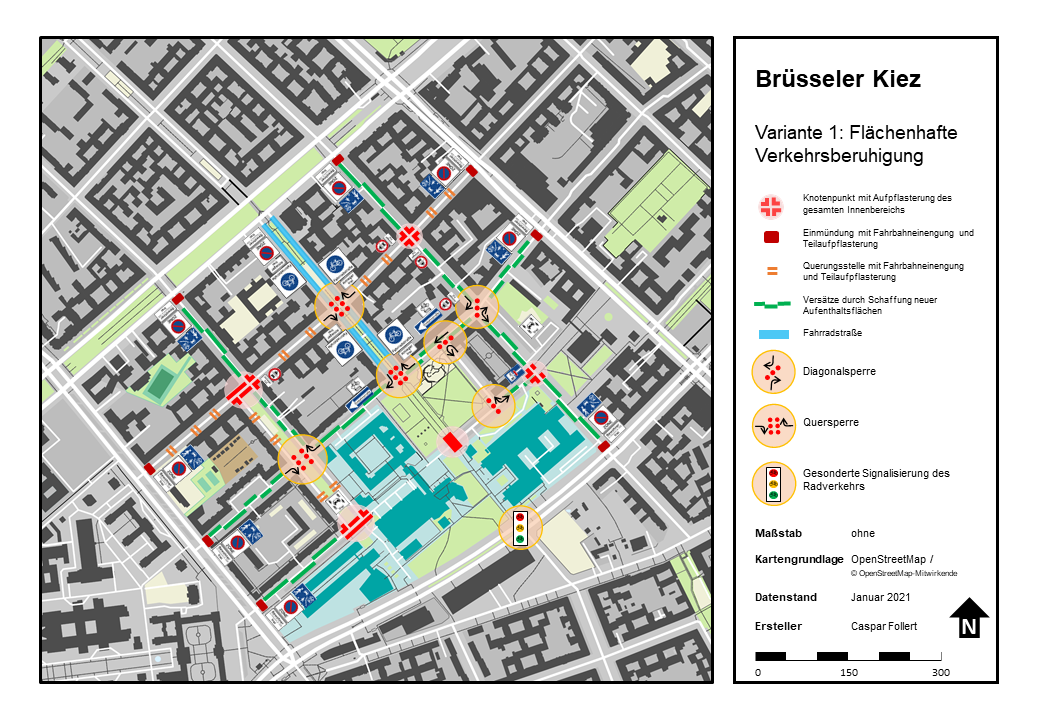
Beispielhafter Entwurf des Brüsseler Kiezblocks (Follert 2021)

Das Viertel selbst ist verkehrsberuhigt als Tempo-30-Zone, wird allerdings von Hauptverkehrsachsen umzogen. Die Seestraße und die Amrumer Straße waren nach einem Flächenentwicklungsplan von 1965 sogar für den Ausbau zur Autobahn mit einem Kreuz anstelle der Kreuzung beider Straßen vorgesehen. Hierbei sollte die Stadtautobahn (A 100) über die Seestraße verlängert werden und auf der Trasse der Amrumer Straße sollte die Westtangente (A 103) verlaufen.
Durch den öffentlichen Personennahverkehr wird das Viertel an allen Seiten flankiert, neben Buslinien sind hier besonders die U-Bahn-Linien U6 unter der Müllerstraße und U9 unter der Luxemburger Straße sowie die Tramstrecke auf der Seestraße mit den Linien 50 und M13 erwähnenswert.
2021 wurde beschlossen, den Brüsseler Kiez als eines der ersten Berliner Wohnquartiere zum Kiezblock umzuwandeln. Kiez- bzw. Superblocks stammen aus Barcelona und sollen mit verschiedenen baulichen Maßnahmen den motorisierten Durchgangsverkehr durch Wohngebiete verhindern. Bisher wurde die Antwerpener Straße als Fahrradstraße ausgewiesen und neue Fahrradabstellflächen geschaffen.

## Straßen im Kiez
- Brüsseler Straße, benannt nach der belgischen Hauptstadt Brüssel
- Ostender Straße, benannt nach der belgischen Stadt Ostende
- Limburger Straße, benannt nach der belgischen Provinz Limburg
- Genter Straße, benannt nach der belgischen Stadt Gent; zwischen 29. August 1933 und 31. Juli 1947 unter anderen Namen (bis 1945 Fritz-Schulz-Straße nach einem SS-Mann, danach Adolf-Pogede-Straße nach einem Weddinger KPD-Bezirksverordneten und NS-Opfer)
- Antwerpener Straße, benannt nach der belgischen Stadt und Provinz Antwerpen
- Lütticher Straße, benannt nach der belgischen Stadt und Provinz Lüttich
- Ursprünglich im Viertel gelegen: Luxemburger Straße, benannt nach der belgischen Provinz  Luxemburg

## Zeppelinplatz
Dieser Platz wurde im 19. Jahrhundert angelegt und „zu Ehren des berühmten Luftschiffers Grafen Ferdinand v. Zeppelin und in Erinnerung an dessen Fahrt nach Berlin am 29. August 1909“ benannt. In den 1980er Jahren wurde die Anlage nach Entwürfen des Landschaftsarchitekten Michael Hennemann umfassend umgestaltet.

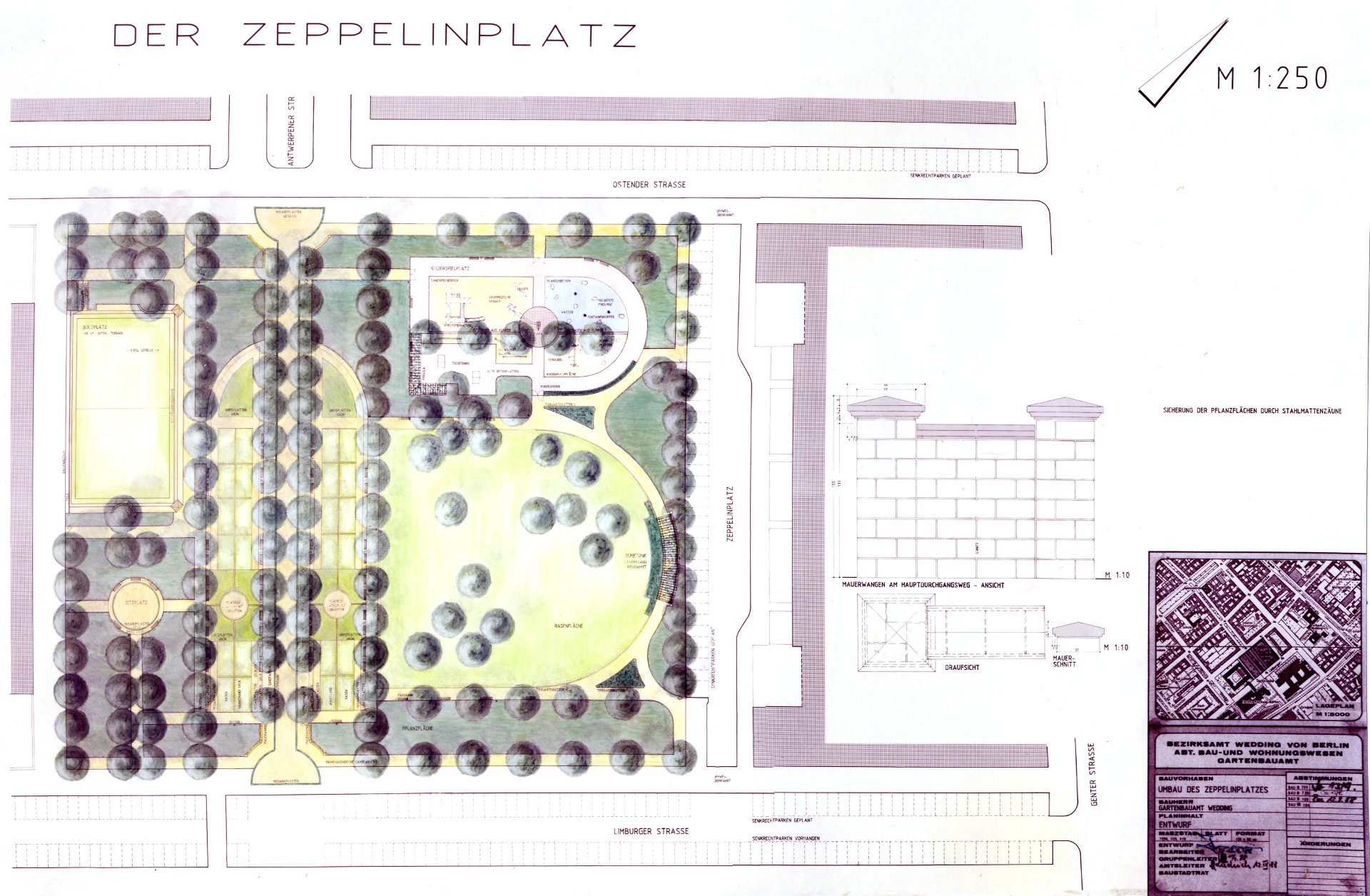
Entwurf des Zeppelinplatzes

Er beschrieb seine Planungsidee wie folgt:

„Zentraler Gedanke war es, die bisher den Platz zerschneidende Antwerpener Straße zwischen Ostender- und Limburger Straße aufzuheben und den Platz zu einer räumlichen Einheit zusammenzufügen. Dies erfolgte mit dem Tiefbauamt einvernehmlich (Parkplatzersatzflächen wurden in der Ostender Straße durch ‚Querparken‘ geschaffen). Prägende Elemente des neuen Zeppelinplatzes sind die Rasenfläche mit altem Baumbestand, ein Sitzplatz mit Laubengang und Rosenbeet sowie der vergrößerte, vielfältig ausgestattete Spielbereich mit vielfältigen Spielangeboten. Die geplanten Kosten betrugen 2.830.000 Mark.“

Der Wedding erhielt damit 1990 eine weitere und vor allem zusammenhängende, wohnungsnahe Grünanlage. Die Parkanlage wurden von 2015 bis 2017 neu gestaltet.

## Förderverein
Seit Februar 2012 gibt es den Förderverein Brüsseler Kiez e. V., dessen Hauptaufgabe darin liegt, Sach- und Geldspenden für Projekte im Kiezumfeld sowie die Gewinnung von beitragszahlenden Mitgliedern zur finanziellen, dauerhaften Unterstützung zu akquirieren. Ein weiterer Schwerpunkt liegt in der Entwicklung neuer Strategien und Ideen, damit ein bürgerschaftliches Engagement im Kiez langfristig ist. Der Förderverein stellt Mittel für Projekte zur Verfügung, die entweder eine Ergänzung zu bereits vorhandenen Programmen darstellen oder diese in innovativer Weise weiterführen.